# Carnidae
Carnidae (лат.) — семейство насекомых из отряда двукрылых.

## Внешнее строение
Мелкие (0,8—2,5 мм) тёмноокрашенные мухи. Лобный треугольник большой, иногда достигает основания усиков. Крылья с редким жилкованием, у некоторых видов обламываются.

## Биология
Взрослых мух обычно можно встретить на трупах, навозе и другом материале разложения, но могут также посещать цветки растений. Личинки питаются разным гниющим или разлагающемся материале, например, в коже, в продуктах питания, в перьях и т. п. Вид Carnus hemapterus обитает в гнёздах птиц, мухи питаются кровью или выделениями кожи птиц, а личинки развиваются в детрите гнезда.

## Классификация
В семействе 6 родов и 92 вид:
- Carnus  Nitzsch, 1818 — Голарктика, 5 видов
- Enigmocarnus Matthias & Marshall, 2007— США, 1 вид[5]
- Hemeromyia Coquillett, 1902 — Голарктика, Афротропика, 8 видов
- Meoneura Rondani, 1856 — Голарктика, Афротропика, 75 вида
- †Meoneurites Hennig, 1965 — Балтийский янтарь, 1 вид
- Neomeoneurites Hennig, 1972 — Неотропика, 2 вида